# L・M・ナルドゥッチ
ロレンツォ・M・ナルドゥッチ（Lorenzo. M. Narducci、1942年5月25日 - 2006年7月21日）は、イタリア系アメリカ人の物理学者である。量子光学に関する研究に従事し、特にレーザー不安定性の研究に対する貢献で著名である。トリノ出身。

## 業績
200以上の学術論文及び "Laser Physics and Laser Instabilities" を含む、いくつかの本を執筆している。レーザー不安定性理論に関する研究に加え、三準位系における放射及び吸収の物理や周波数ロッキング3レベルシステムでの放出と吸収の物理にも貢献した。
量子電磁力学における光コヒーレンスの研究によりミラノ大学から博士号を取得した。Optics Communications の編集者を務め（1987年-2006年）、Physical Review A の編集委員にも就任した。

## 受賞歴
米国光学会のフェローでもある。多くの賞を受賞しているが、1991年にレーザー科学アインシュタイン賞を、1999年にウィリス・ラム賞を受賞した。